# Madame Auguste Cuoq
Madame Auguste Cuoq es un retrato de mediados del siglo XIX del artista francés Gustave Courbet. Realizada en óleo sobre lienzo, la pintura representa a Mathilde Desportes (Madame Auguste Cuoq, 1827-1910), que posó para varios retratos. La pintura está en la colección del Museo Metropolitano de Arte.

## Descripción
Courbet pintó la obra en algún momento entre 1852 y 1857, y luego la mostró en una exposición suya en 1867. La retratada, la Señora de Auguste Cuoq, fue pintada por varios artistas notables, incluidos Courbet y Jean-Jacques Henner. En particular, el esposo de Cuoq rechazó el retrato, sintiendo que no capturaba la belleza de su esposa. Tanto por su gran escala como por su ambiente íntimo, la pintura ha sido descrita como una de las obras más inusuales de Courbet. La pintura finalmente fue adquirida por Louisine Havemeyer y a su muerte donada al Museo Metropolitano de Arte.